# 伊塔 (巴拉圭)
伊塔（西班牙語：Itá）是一座位于巴拉圭中央省的城市，距離首都亞松森37公里，始建於1539年，面積190平方公里，海拔高度101米，主要經濟活動有農業、陶瓷業和旅遊業，2002年人口81,084。
伊塔市郊有日裔巴拉圭人前原弘道仿照日本城堡建造的前原城，也是南美洲唯一的日式城堡景点。巴拉圭1号国道亦连接了伊塔与亚松森等城市。

## 外部連結
- National Secretary of Tourism（页面存档备份，存于）